# Spongitaceae
Spongitaceae, porodica crvenih algi, dio reda Corallinales. Postoje tri roda s ukupni 56 vrsta

## Rodovi
1. Neogoniolithon Setchell & L.R.Mason
2. Rhizolamiella S.V.Shevejko
3. Spongites Kützing